# Smittoidea circumspecta
Smittoidea circumspecta är en mossdjursart som beskrevs av Hayward och Cook 1983. Smittoidea circumspecta ingår i släktet Smittoidea och familjen Smittinidae. Inga underarter finns listade i Catalogue of Life.